# Simon Kohler

Simon Kohler

Simon Kohler (Glovelier, 26 september 1916 - Porrentruy, 20 april 1990) was een Zwitsers politicus.

## Biografie

### Opleiding en vroege carrière
Simon Kohler, afkomstig uit de Bernese Jura, volgde een opleiding tot koopman aan de Handelsschool van Porrentruy. Hierna was hij ambtenaar bij de belastingdienst van het kanton Bern. Vanaf 1946 was hij mede-eigenaar van een trust en een Uhrensteinfabrikatie onderneming in Courgenay.

### Politieke carrière
Simon Kohler was politiek actief voor de Vrijzinnig Democratische Partij (FDP). Van 1947 tot 1966 was hij voorzitter van de gemeenteraad (Gemeinderatspräsident) van Courgenay en van 1946 tot 1959 was hij tevens lid van de Grote Raad van Bern. In 1959 werd hij in de Nationale Raad (tweede kamer Bondsvergadering) gekozen. Van 25 november 1974 tot 1 december 1975 was hij voorzitter van de Nationale Raad.
Simon Kohler was van 1966 tot 1978 de laatste Noord-Jurastische vertegenwoordiger in de Regeringsraad van het kanton Bern, voordat dit deel in 1979 het zelfstandige kanton Jura ging vormen. Als lid van de Regeringsraad beheerde het departement van Onderwijs. Van 1 juni 1972 tot 31 mei 1973 was hij voorzitter van de Regeringsraad (dat wil zeggen regeringsleider) van Bern. Kohler streefde als Jurastische vertegenwoordiger in de kantonsregering na de volksstemming van 1975, waarin de bevolking in de Noord-Jurastische districten zich uitsprak voor de vorming van een zelfstandig kanton Jura, een vergelijk na met de rest van de Regeringsraad. In hetzelfde jaar viel de Bernese FDP in tweeën uiteen: er ontstond een Jurastische FDP en een deel dat bleef voortbestaan als de Bernese FDP. Kohler moest als Jurast zijn zetel in de Nationale Raad opgeven en nam de leiding van de nieuwe Jurastische FDP op zich.
Van de nevenfuncties die hij bekleedde was het voorzitterschap van de Zwitserse Conferentie van Hogescholen de belangrijkste. Kohler zette zich - tevergeefs - in voor de oprichting van een Jurastisch cultureel centrum.
Simon Kohler overleed op 73-jarige leeftijd.